# Eucalyptus luehmanniana
Eucalyptus luehmanniana är en myrtenväxtart som beskrevs av Ferdinand von Mueller. Eucalyptus luehmanniana ingår i släktet Eucalyptus och familjen myrtenväxter. Inga underarter finns listade i Catalogue of Life.

## Bildgalleri

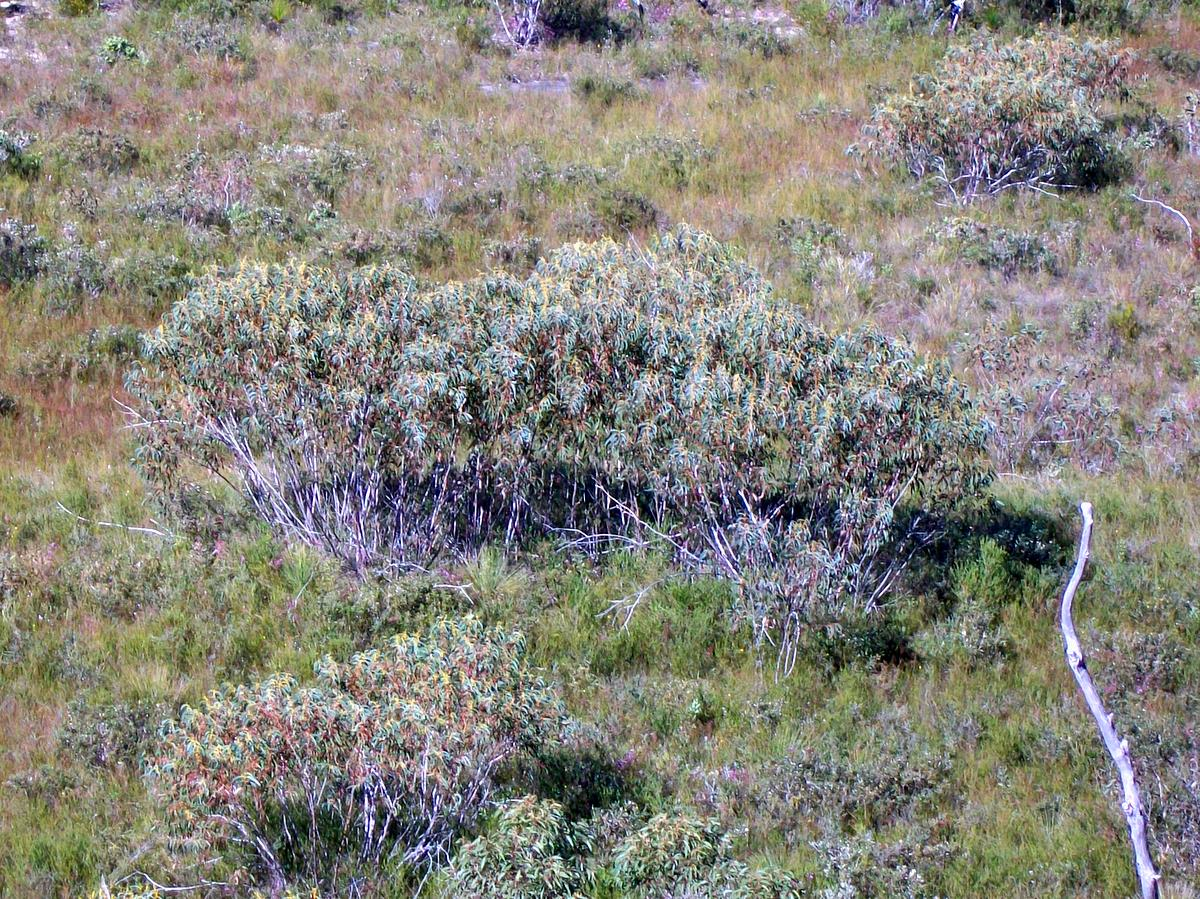